# Stylogaster cohici
Stylogaster cohici är en tvåvingeart som beskrevs av Seguy 1946. Stylogaster cohici ingår i släktet Stylogaster och familjen stekelflugor.
Artens utbredningsområde är Elfenbenskusten. Inga underarter finns listade i Catalogue of Life.